# Alexander Ribbenstrand
Alexander Ribbenstrand, Alexander Giuseppe Ulf Einar Ribbenstrand, även kallad "Alex" eller "Ribben", född 9 januari 1987 i Stockholm, är en svensk ishockeyspelare (back). Han har Hammarby Hockey som moderklubb och spelar från och med säsongen 2011/2012 i Malmö Redhawks i Hockeyallsvenskan.
Övriga lag han representerat är AIK, VIK Västerås HK och 40 juniorlandskamper för Tre Kronor. Han kom till Djurgården 2004 från rivalen AIK.
I slutet av december 2006 och i början av januari 2007 var Alexander med i JVM.